# Територія А
«Терито́рія А» — українська мистецька агенція, що займалася культурно-мистецькими, благодійними та медійними проєктами. Була представлена на телеканалі ICTV з 1995 по 2000 роки, потім на Першому національному у 2005 році після 5-річної перерви.
«Територія А» увійшла в історію української музики та українського телебачення як перший телевізійний хіт-парад кліпів українською мовою.

## Діяльність

### Хіт-парад кліпів
Попередниками «Території А» були фестиваль «Червона рута», що в 1980-і дав поштовх новим музичним течіям, які не були раніше представлені в музичному просторі, та музичний хіт-парад «12-2», що почав діяти в 1992.
Хіт-парад «Території А» був першим у історії українського телебачення щоденним хіт-парадом, де було спочатку 5, потім — 10, а пізніше — 20 місць. Трансляції відбувалися тричі на тиждень щобудня: зранку, вдень і увечері. Щотижня два учасники залишали програму, а натомість стартували нові кліпи. Всі відео, що потрапляли до хіт-параду, були українського виробництва, проте самі пісні бували також англійською, французькою чи російською; україномовні кліпи потрапляли до програми без черги. «Територія А» стала прообразом пізніших «фабрик зірок», бо народила цілу хвилю української популярної музики.
Голосування відбувалося шляхом надсилання листів за того чи іншого виконавця, музиканта чи гурт. Протягом однієї години на добу можна було проголосувати за телефонним номером. В ті часи були популярні «Аква Віта», «Ван-Гог», Юрко Юрченко, «Фантом 2», «Степ», «Грін Грей», «Made in Ukraine», Сестри Тельнюк, Оля Полякова, Ірина Білик, Олександр Пономарьов, Ані Лорак, Наталя Могилевська, Віктор Павлік, Марина Одольська, Жанна Боднарук, Брати Гадюкіни, Сестричка Віка, «Табула Раса», «Актус», Ольга Юнакова, «Чотири королі», В'ячеслав Хурсенко, Оксана Білозір, Павло Зібров, «Всяк випадок», Таїсія Повалій, Оксана Хожай, Михайло Поплавський, «Скрябін», «ТНМК», «Конгрес», Піккардійська терція, «Немо», Тартак, «The ВЙО», «Іграшки», та інші гурти й виконавці. Також розпочали свою кар'єру такі виконавці, як «Друга Ріка», «Магія» (екс-проєкт Наталі Дзеньків), «Океан Ельзи», Камалія Захур, Андрій Князь та інші. За 5 років існування було створено понад 2000 випусків програми.
Авторкою, ведучою і співзасновницею хіт-параду, а також віце-президентом мистецької агенції була Анжеліка Рудницька. Ще один співзасновник і генеральний продюсер програми — поет Олександр Бригинець.

### Нагороди

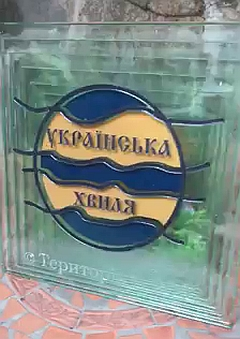
Нагорода Території А — Українська хвиля

- «Територія А» заснувала однойменну премію у галузі кліпмейкерства, яку щорічно вручали за найкращі кліпи року режисерам, операторам, артистам[5].
- «Українська хвиля» — її вручали за найкращі україномовні пісні та за особливий внесок у розвиток української музики[4].

## Історія

### Оригінальна «Територія А»

#### 1994—1995
- Запуск інформаційно-мистецького бюлетеня «Територія А». Вихід в телевізійному ефірі на каналі ICTV інформаційно-мистецького каналу «Територія А».

#### 1995—1996
- Створення Першого українського хіт-параду кліпів «Територія А» у форматі ТОП-5, згодом у форматі ТОП-10 на телеканалі ICTV. Автор і ведуча — Анжеліка Рудницька, режисер — Ніна Рудік, оператор — Михайло Лебедєв, режисер монтажа — Данило Джепо, співавтор і продюсер — Олександр Бригинець. За кілька тижнів «Територія А» стала популярною у всій країні, мішки листів від прихильників приходили на адресу програми.
- Запуск Всеукраїнського телевізійного фестивалю танцювальної музики «Територія ДАНС» на телеканалі «Студія „1+1“». Ведуча — Анжеліка Рудницька. Співведучим «Території ДАНС» був Кузьма — Андрій Кузьменко (лідер гурту «Скрябін»).
- Запуск телепрограми про театр «Ноmo ludens» (Людина, яка грає) на телеканалі ICTV. Ведучий — Микола Шкарабан, режисер — Павло Овечкін.
- Заснування газети «Музичний тиждень».

#### 1996—1997
- Створення продюсерського центру «Територія А», який об'єднав музикантів, що створювали нову хвилю української музики.
- Запуск музичної телепрограми «Успіх», яка виходила на численних регіональних телеканалах.
- Великий музичний тур «„Територія А“ у твоєму місті» 40 містами України.

#### 1997—1998
- Перехід газети «Музичний тиждень» на журнальний формат із кольоровими обкладинками і постерами улюблених артистів.
- Численні нагороди, якими були відзначені телепроєкти «Території А» та артисти, які співпрацювали із продюсерської центром «Територія А».
- Великий музичний тур «„Територія А“ у твоєму місті» 30 містами України.

#### 1998—1999
- Запуск проєкту «Українські хіти ХХ століття», у якому молоді артисти виконували відомі і улюблені пісні минулого у новій версії.
- Міжнародний проєкт «Залишись на мить».
- Два гран-прі Марини Одольської, у якої був контракт із «Територією А».
- Вихід потрійного альбому Віктора Павліка.
- «Музичний тиждень» комплектуються компакт-диском. Усі передплатники газети отримують диск у подарунок.
- Перехід хіт-параду «Територія А» на щотижневий формат ТОП-40 та щосезонний ТОП-100.

### Поновлена «Територія А»

#### 2005
- Вихід Національного хіт-параду «Територія А» на Першому Національному каналі.

## Спадок
2014 — президент мистецької аґенції «Територія А» Анжеліка Рудницька ініціювала щорічну тиху акцію «Ангели пам'яті», що проходить 20 лютого в Києві на вулиці Інститутській у пам'ять про Героїв Небесної Сотні. Щороку до акції приєднується більше й більше людей.
- 2018 року такі ж акції пройшли також у Рівному, Львові, Коломиї. У Києві цього дня на вулиці Інститутській розвішують на деревах тисячі паперових ангелів. Тепер вже і у пам'ять про загиблих на фронті. * 2019 року тиха акція «Ангели пам'яті» стала міжнародною. До ініціативи долучилися кілька десятків міст за межами України (Париж, Варшава, Стамбул, Рига, Афіни) і сотні українських міст, містечок та сіл.

2015 — до 20-ліття хіт-параду «Територія А» пообіцяла провести 20 благодійних заходів, спрямованих на підтримку дітей-вимушених переселенців, військовослужбовців та поранених. За рік агенція підготувала і провела понад 40 благодійних акцій, спрямовуючи зусилля на підтримку дітей та родин вимушених переселенців, поранених захисників України, що постраждали внаслідок російсько-української війни.
2016 — «Територія А» та Анжеліка Рудницька ініціювали благодійну культурно-просвітницьку акцію «Свічка пам'яті», присвячену пам'яті жертв Голодомору. Українські митці виконують духовну музику, читають вірші, моляться за душі загиблих і збирають кошти на підтримку літніх людей, що нині опинилися у скруті. Акції пройшли у Національному палаці «Україна» (2016 рік), у Київському національному університеті імені Тараса Шевченка (2017), у Церкві Святої Катерини (2018), у Національному музеї літератури України (2019).
2017 — 21 січня мистецька агенція «Територія А» спільно з Свято-Михайлівським монастирем провели фестиваль «ЕтноЗима у Михайлівському», під час якого, окрім традиційних концертів, ярмарку, майстер-класів, презентації нових книжок, відбувся великий різдвяний марафон, де протягом трьох з половиною годин звучали у Михайлівському соборі колядки та щедрівки цей марафон був зафіксований як Національний рекорд України із найтривалішого виконання колядок та щедрівок марафон об'єднав понад 400 учасників за 3,5 години прозвучало близько ста різдвяних пісень, що не повторювалися.
2017 — «Територія А» від початку бойових дій на Сході України почала серію благодійних акцій на підтримку вимушених переселенців, дітей-сиріт, поранених українських захисників, військовослужбовців. Зокрема, ініціювала проєкт «Територія Книги» — збір україномовних книг для двохсот шкільних та публічних бібліотек Волноваського (Донеччина) та Станично-Луганського (Луганщина) районів. До народної акції до збору книжок долучилися: Національна бібліотека імені Ярослава Мудрого (вул. М. Грушевського, 1); Національний музей літератури (вул. Богдана Хмельницького, 11); Національна бібліотека України для дітей (вул. Баумана, 60); — Дім «Майстер-клас» (вул. Богдана Хмельницького, 57); Бібліотека ім. Анни Ахматової ЦБС Оболонського району (м. Київ, вул. Казанська, 20); Український кризовий медіацентр (вул. Хрещатик, 2, Український дім). Акція триває.
2020 — Ювілейний рік «Території А», що проходить під гаслом «„Територія А“: від 90-тих — назавжди!».
31 грудня — 1 січня 2020 «Територія А» спільно з 5 каналом створила святковий музичний телевізійний марафон «Новорічна Територія», яка об'єднав понад 40 відомих українських виконавців і зібрала біля кранів усю патріотичну телеаудиторію. Учасниками програми стали ТНМК, Козак Систем, Мотторрола, Марина Одольська, Віталій та Світлана Білоножки, Оксана Білозір, Віктор Винник, Наталка Карпа, Світлана Тарабарова.
8 січня 2020 «Територія А» у співпраці з Ансамблем класичної музики ім. Бориса Лятошинського та 5 каналом створила унікальний концерт «Територія Різдва» у Соборі Святого Миколая. Спеціально до цього концерту були створені оригінальні оркестровим українських народних колядок та щедрівок.
28 листопада 2020 «Територія А» провела до Дня пам'яті жертв голодоморів традиційний культурно-просвітницький онлайн марафон «Свічка пам‘яті Сила пам‘яті» за участь п‘яти українських послів на різних континентах, істориків, громадських діячів, митців.
23 серпня 2021 року «Територія А» за ініціативи Анжеліки Рудницької та за підтримки Українського культурного фонду провели масштабну культурно-мистецьку акцію «Ти у мене єдина» у м. Сєвєродонецьку до 30-річчя Незалежності України. У локації «Територія Книги» взяли участь українські письменники Тетяна Череп-Пероганич, Сашко Дерманський, Артем Полежака, Дмитро Лазуткін та журналістка Наталя Позняк, яка презентувала книгу «Волонтери: сила небайдужих», тако були преставлені видавництва з українськими книжками. На локації «Територія Дитинства» виступив Хмельницький акадеічний обласний театр ляльок «Дивень». На концертному шоу виступили Анжеліка Рудницька, Олександр Ярмак, гурти «Шпилясті кобзарі», «GG ГуляйГород», «OT VINTA», «СКАЙ». Під час заходу був встановлений Національний рекорд із наймасовішого виконання пісні «Червона Рута», у якому взяли участь зареєстрованих на рекорд було 5200 осіб. Під час вечірнього шоу були присутні сім тисяч осіб.

## Значення для української культури
Хіт-парад кліпів «Територія А» посприяв зародженню українського шоу-бізнесу. Багатьом відомим пізніше виконавцям саме ця програма дала путівку у світ. Анжеліка Рудницька стала законодавицею молодіжної моди не лише на музику, а й на зачіски та одяг. «Територія А» постала своєрідним способом м'якої українізації молоді. Більшість композицій, які потрапляли до хіт-параду, виконувалися українською.
«Територія А» за короткий термін стала найпопулярнішою і культовою музичною програмою кінця 1990-х років в Україні. Фан-клуби програми були у всіх великих містах і містечках України. Концерти, організовані хіт-парадом, були бажаними гостями у всіх регіонах країни і завжди проходили з аншлагами. Перший концерт учасники хіт-параду дали в Одесі, другий — у Херсоні, а наділі — в інших великих містах.
Мирослав Кувалдін відгукувався, що «Територія А» була прикладом для всієї українізації: «Територія А» була 100 % україномовним продуктом, тоді як після неї встановили мовні квоти. Анжеліка Рудницька погоджувалася, що «це був своєрідний національно-визвольний культурний рух проти русифікації», адже з 2000 року український медіапростір русифікувався, а все україномовне зачищалося.
«Територія А» заснувала фестиваль «Етнозима», який проходив у багатьох місцях України.